# Daniel Schaerer
Daniel Schaerer – piłkarz paragwajski, napastnik.
Jako piłkarz klubu Club Olimpia wziął udział w turnieju Copa América 1921, gdzie Paragwaj zajął ostatnie, czwarte miejsce. Schaerer zagrał we wszystkich trzech meczach - z Urugwajem, Brazylią i Argentyną.
Rok później wziął udział w turnieju Copa América 1922, gdzie Paragwaj został wicemistrzem Ameryki Południowej. Schaerer zagrał w trzech meczach - z Urugwajem, Argentyną oraz w decydującym o mistrzowskim tytule barażu z Brazylią.